# ロックキー
ロックキー(lock key)とは、キーボードのキーの分類で、何らかのモードの「ロック」を行うためのキーの総称である。ロックキーは、押すたびにオンとオフが切り替わる。多くのキーボードには、各ロックキーのオン/オフの状態を表示するLEDがついている。

## 概要
現代のほとんどのキーボードには、以下の3種類のロックキーがある。
キャピタルロックキー (Caps, Caps Lock)
大文字を入力するためのキー。アルファベットだけに作用する。なお、国・言語によっては、キャピタルロックの代わりにシフトロックであったり、キャピタルロックの解除にシフトキーを用いる場合がある。いずれもタイプライターに由来する習慣である。
ニューメリックロックキー (Num Lock, NumLk)
PCにあるキーで、テンキーの機能を切り替える。昔のPCのキーボードではテンキーがカーソル移動キーを兼ねていたことの名残で、今日ではあまり使われない。テンキーを持たないノートPCや省スペースキーボードでは、メインキーの一部をテンキーに切り替える機能として流用されている。
スクロールロックキー (Scroll Lock, ScrLk)
画面のスクロールをロックする。
以下のロックキーは、一部のキーボードにのみあるものである。
カナロックキー
PC-9800、Mac、一部のUNIXワークステーションなどにあるキーで、仮名を直接入力する。OADGの109キーボード配列では、ひらがな/カタカナキーに統合されている「ローマ字キー」がこれに相当し、⎇ Alt+ひらがな/カタカナ か Ctrl+⇧ Shift+ひらがな/カタカナ でローマ字入力モードとカナ入力モードを切り換える。
オルタネートグラフィックロックキー (AltGr Lock)
標準で付いているキーボードは知られていない。欧州各国のPC用キーボードでAltGrキーの使用頻度の多いキーボード用に、使用者個人が設定して使っている場合がある。状態表示にはScroll Lockを流用する場合もある。
F-Lockキー
ファンクションキーの機能を別の機能にロックする。